# Michael Díaz
Michael Díaz (n. Avellino, Italia, 12 de marzo de 1986) es un futbolista italiano radicado en Argentina que se desempeñaba como lateral.  
Su paso más importante fue en club San Lorenzo de Almagro en el cual jugó 3 partidos. 
Es hijo de Ramón Díaz y hermano de Emiliano Díaz.

## Clubes
| Club                   | País      | Año         |
| ---------------------- | --------- | ----------- |
| San Telmo              | Argentina | 2007        |
| San Lorenzo            | Argentina | 2007 - 2008 |
| Indios de Chihuahua    | México    | 2008        |
| Defensores de Belgrano | Argentina | 2009        |
| Ferro Carril Oeste     | Argentina | 2009 - 2014 |
| Deportivo Urdinarrain  | Argentina | 2014 - 2017 |

## Palmarés

### Como jugador

#### Campeonatos nacionales
| Título           | Club                     | País      | Año      |
| ---------------- | ------------------------ | --------- | -------- |
| Primera División | San Lorenzo              | Argentina | 2007 - C |
| Primera "A"      | C.A Juventud Urdinarrain | Argentina | 2015 - A |
| Primera "A"      | C.A Juventud Urdinarrain | Argentina | 2015 - C |
| Primera "A"      | C.A Juventud Urdinarrain | Argentina | 2017 - C |